# Tercera División B de Chile 2021
El Campeonato Nacional de Tercera División B 2021, también conocido como «Copa Diario La Cuarta Tercera División B 2021», es la 34.° edición de la quinta categoría del fútbol chileno, y que lo organiza la Asociación Nacional de Fútbol Amateur (ANFA).
Las novedades que presenta este torneo son el debut de Atlético Oriente de Lo Barnechea, Clan Juvenil de Peñaflor, Deportes Rancagua, Deportes San Pedro de la Paz, Deportivo Meza de Padre Las Casas, Municipal Puente Alto y Simón Bolívar de Quinta Normal, que participarán, por primera vez en la categoría, tras no haberse disputado la versión 2020 del torneo debido a la pandemia de COVID-19 que atraviesa el país.

## Sistema

### Formato
Competirán 24 equipos participantes de los 37 de la Tercera División B, donde, el formato del torneo será de modalidad todos contra todos, en que los 24 equipos serán divididos en 6 grupos de 4 clubes cada uno, y jugarían 3 fechas por ronda (2 en total). Los clubes que se ubiquen en la primera y segunda posición en sus respectivos grupos, más los cuatro mejores terceros, accederán directamente a la fase final (octavos de final) donde se emparejarán a los equipos clasificados por medio de sorteo. Los últimos de cada grupo jugarán un play-off para definir a los tres descendidos a sus respectivas asociaciones.

### Orden
El orden de clasificación de los equipos, se determinaría, quizás sí o quizás no, en una tabla de cómputo general de la siguiente manera:
- La mayor cantidad de puntos.

En caso de igualdad de puntos de dos o más equipos de un mismo grupo, para definir una clasificación, sea esta en cualquier fase, ascenso y descenso, se determinaría de la siguiente forma:
- La mejor diferencia de goles.
- La mayor cantidad de goles marcados.
- La mayor cantidad de partidos ganados.
- La mayor cantidad de goles marcados como visita.
- El que hubiera acumulado mayor puntaje en los enfrentamientos que se efectuaron entre los clubes que se encuentran en la situación de igualdad.
- En caso de persistir la igualdad, se desarrollaría un partido único en cancha neutral, determinada por la División (Art. 182 y 189 del Reglamento ANFA).

En el campeonato se observará el sistema de puntos, de acuerdo a la reglamentación de la Internacional F.A. Board, asignándose tres puntos, al equipo que resulte ganador; un punto, a cada uno en caso de empate; y cero punto al perdedor.

## Relevos
| Pos | a Tercera División A |
| --- | -------------------- |
| -   | No hubo              |

| Pos | a Tercera División B |
| --- | -------------------- |
| -   | No hubo              |

| Pos  | a Tercera División B                |
| ---- | ----------------------------------- |
| -    | Atlético Oriente (2020)             |
| -    | Deportes Rancagua (2020)            |
| -    | Deportes San Pedro de la Paz (2020) |
| -    | Deportivo Meza (2020)               |
| -    | Municipal Puente Alto (2020)        |
| -    | Malleco Unido (2020)                |
| -    | Simón Bolívar (2020)                |
| -    | Clan Juvenil (2020)                 |
| Pos  | Recesos                             |
| Rec. | Bellavista FC                       |
| Rec. | Buenos Aires                        |
| Rec. | Caupolicán                          |
| Rec. | Comunal Cabrero                     |
| Rec. | EFC Conchalí                        |
| Rec. | Ferroviarios                        |
| Rec. | Gol y Gol                           |
| Rec. | Municipal Lampa                     |
| Rec. | Pudahuel Barrancas                  |
| Rec. | Pumas                               |
| Rec. | Unión Casablanca                    |

| Pos | a Asociación Municipal |
| --- | ---------------------- |
| -   | No hubo                |

## Localización
| Equipos                 | Región        | Ciudad              |
| ----------------------- | ------------- | ------------------- |
| CEFF Copiapó            | Atacama       | Copiapó             |
| Municipal Ovalle        | Coquimbo      | Ovalle              |
| Unión Compañías         | Coquimbo      | La Serena           |
| Atlético Oriente        | Metropolitana | Lo Barnechea        |
| Aguará                  | Metropolitana | La Reina            |
| Clan Juvenil            | Metropolitana | Peñaflor            |
| Cultural Maipú          | Metropolitana | Maipú               |
| Curacaví FC             | Metropolitana | Curacaví            |
| Deportes Pirque         | Metropolitana | Pirque              |
| Deportivo La Granja     | Metropolitana | La Granja           |
| Gasparín FC             | Metropolitana | El Bosque           |
| Municipal Puente Alto   | Metropolitana | Puente Alto         |
| Provincial Talagante    | Metropolitana | Talagante           |
| Simón Bolívar           | Metropolitana | Quinta Normal       |
| Tricolor Municipal      | Metropolitana | Paine               |
| Chimbarongo FC          | O'Higgins     | Chimbarongo         |
| Deportes Rancagua       | O'Higgins     | Rancagua            |
| Deportes Quillón        | Ñuble         | Quillón             |
| Deportes San Pedro      | Biobío        | San Pedro de la Paz |
| Deportes Tomé           | Biobío        | Tomé                |
| Nacimiento              | Biobío        | Nacimiento          |
| República Independiente | Biobío        | Hualqui             |
| Deportivo Meza          | Araucanía     | Padre Las Casas     |
| Malleco Unido           | Araucanía     | Angol               |

| Clan Juvenil Curacaví FC Provincial Talagante Municipal Puente Alto Deportes Pirque Tricolor Municipal \| Nacimiento Deportes Tomé Deportes San Pedro RI Hualqui \| |
| Nacimiento Deportes Tomé Deportes San Pedro RI Hualqui |

| Nacimiento Deportes Tomé Deportes San Pedro RI Hualqui |

| Clan Juvenil Curacaví FC Provincial Talagante Municipal Puente Alto Deportes Pirque Tricolor Municipal \| Nacimiento Deportes Tomé Deportes San Pedro RI Hualqui \| |
| Nacimiento Deportes Tomé Deportes San Pedro RI Hualqui |

| Nacimiento Deportes Tomé Deportes San Pedro RI Hualqui |

## Información
| Equipo                       | Entrenador         | Ciudad                   | Estadio                     | Capacidad | Marca            | Patrocinador     |
| ---------------------------- | ------------------ | ------------------------ | --------------------------- | --------- | ---------------- | ---------------- |
| Aguará                       | Héctor Raipán      | Santiago (La Reina)      | Parque Mahuida              | 400       | Koke             |                  |
| Atlético Oriente             | Pedro Araya        | Santiago (Lo Barnechea)  | Municipal de Lo Barnechea   | 2.500     | MPS              |                  |
| CEFF Copiapó                 | Andrés Olivares    | Copiapó                  | Luis Valenzuela Hermosilla  | 8.000     | Donnely          | Ecogen           |
| Chimbarongo FC               | Guillermo Pérez    | Chimbarongo              | Municipal de Chimbarongo    | 1.500     | OneFit           | Chimbarongo      |
| Clan Juvenil FC              | Felipe Navarro     | Santiago (Peñaflor)      | Aurelio Domínguez           | 1.500     | Squadra          |                  |
| Cultural Maipú               | Marco Olea         | Santiago (Maipú)         | Santiago Bueras             | 4.000     | Vasen            |                  |
| Curacaví FC                  | Francisco Michea   | Santiago (Curacaví)      | Olímpico Cuyuncaví          | 1.500     | PaseGol          |                  |
| Deportes Pirque              | Ariel Aravena      | Santiago (Pirque)        | Municipal de Pirque         | 1.000     | Training         | Alain Bordeaux   |
| Deportes Quillón             | John Bustamante    | Quillón                  | Complejo CQ                 | 1.000     | KS7              |                  |
| Deportes Rancagua            | Claudio Agüero     | Rancagua                 | Guillermo Saavedra          | 2.000     | Ocapa            |                  |
| Deportes San Pedro de la Paz | Miguel Ardiman     | San Pedro de la Paz      | Boca Sur                    | 2.062     | Taurus           | Mundo Pacífico   |
| Deportes Tomé                | Roberto Muñoz      | Tomé                     | Juan Rogelio Núñez          | 1.500     | Squadra          | Beach            |
| Deportivo La Granja          | Miguel Ángel Neira | Santiago (La Granja)     | San Gregorio                | 360       | Luanvi           |                  |
| Deportivo Meza               | Felipe Astorga     | Padre Las Casas          | El Alto                     | 1.500     | Bandera de Chile | Bandera de Chile |
| Gasparín FC                  | Manuel Rodríguez   | Santiago (El Bosque)     | Lo Blanco                   | 1.000     | JF Sports        | Luna Express     |
| Malleco Unido                | Luis Ceballos      | Angol                    | Alberto Larraguibel Morales | 2.345     | Squadra          | Scotta           |
| Municipal Ovalle             | Juan Ahumada       | Ovalle                   | Diaguita                    | 5.160     | Simonky          | Cable Color      |
| Municipal Puente Alto        | Gilberto Moreno    | Santiago (Puente Alto)   | Municipal de Puente Alto    | 1.900     | Bandera de Chile |                  |
| Nacimiento CDSC              | Ricardo Viveros    | Nacimiento               | Municipal de Nacimiento     | 1.200     | Squadra          |                  |
| Provincial Talagante         | Orlando Amigo      | Santiago (Talagante)     | Lucas Pacheco               | 2.883     | NewLife          | Santa Marta      |
| República Independiente      | John Munizaga      | Hualqui                  | Municipal de Hualqui        | 1.200     | Magno            | San Agustín      |
| Simón Bolívar                | Francisco Herrera  | Santiago (Quinta Normal) | Bernardo O'Higgins          | 2.200     | Ovación          | Simón Bolívar    |
| Tricolor Municipal           | Nelson Fuentes     | Santiago (Paine)         | Municipal de Paine          | 2.500     | KS7              |                  |
| Unión Compañías              | Juan Guzmán        | La Serena                | Juan Soldado                | 500       | KS7              | Autoshopping     |

## Fase Zonal
Los 24 equipos serán divididos en 6 grupos de 4 clubes, y jugarían en total 6 fechas, cada grupo. Clasifican a la Fase Final, los clubes que ocupen la 1.ra y 2.da ubicación de la tabla, además se suman los 4 mejores terceros.
     Accede a la Fase Final.
     Clasifica como mejor tercero.
     Relegado a la Permanencia.

### Grupo A
| Pos. | Equipo           | Pts. | PJ | G | E | P | GF | GC | Dif. |  |
| ---- | ---------------- | ---- | -- | - | - | - | -- | -- | ---- |  |
| 1    | Unión Compañías  | 14   | 6  | 4 | 2 | 0 | 12 | 5  | +7   |  |
| 2    | CEFF Copiapó     | 9    | 6  | 2 | 3 | 1 | 7  | 6  | +1   |  |
| 3    | Municipal Ovalle | 8    | 6  | 2 | 2 | 2 | 8  | 8  | 0    |  |
| 4    | Atlético Oriente | 1    | 6  | 0 | 1 | 5 | 4  | 12 | −8   |  |

 Fuente: ANFA

### Grupo B
| Pos. | Equipo               | Pts. | PJ | G | E | P | GF | GC | Dif. |  |
| ---- | -------------------- | ---- | -- | - | - | - | -- | -- | ---- |  |
| 1    | Curacaví FC          | 13   | 6  | 4 | 1 | 1 | 8  | 5  | +3   |  |
| 2    | Cultural Maipú       | 11   | 6  | 3 | 2 | 1 | 12 | 8  | +4   |  |
| 3    | Clan Juvenil         | 5    | 6  | 1 | 2 | 3 | 4  | 8  | −4   |  |
| 4    | Provincial Talagante | 4    | 6  | 1 | 1 | 4 | 6  | 9  | −3   |  |

 Fuente: ANFA

### Grupo C
| Pos. | Equipo              | Pts. | PJ | G | E | P | GF | GC | Dif. |  |
| ---- | ------------------- | ---- | -- | - | - | - | -- | -- | ---- |  |
| 1    | Gasparín FC         | 13   | 6  | 4 | 1 | 1 | 14 | 10 | +4   |  |
| 2    | Aguará              | 11   | 6  | 3 | 2 | 1 | 9  | 5  | +4   |  |
| 3    | Deportivo La Granja | 10   | 6  | 3 | 1 | 2 | 10 | 9  | +1   |  |
| 4    | Simón Bolívar       | 0    | 6  | 0 | 0 | 6 | 11 | 20 | −9   |  |

 Fuente: ANFA

### Grupo D
| Pos. | Equipo                | Pts. | PJ | G | E | P | GF | GC | Dif. |  |
| ---- | --------------------- | ---- | -- | - | - | - | -- | -- | ---- |  |
| 1    | Municipal Puente Alto | 11   | 6  | 3 | 2 | 1 | 9  | 5  | +4   |  |
| 2    | Tricolor Municipal    | 9    | 6  | 2 | 3 | 1 | 8  | 7  | +1   |  |
| 3    | Deportes Rancagua     | 6    | 6  | 1 | 3 | 2 | 9  | 12 | −3   |  |
| 4    | Deportes Pirque       | 5    | 6  | 1 | 2 | 3 | 7  | 9  | −2   |  |

 Fuente: ANFA

### Grupo E
| Pos. | Equipo             | Pts. | PJ | G | E | P | GF | GC | Dif. |  |
| ---- | ------------------ | ---- | -- | - | - | - | -- | -- | ---- |  |
| 1    | Chimbarongo FC     | 14   | 6  | 4 | 2 | 0 | 17 | 3  | +14  |  |
| 2    | Colegio Quillón    | 14   | 6  | 4 | 2 | 0 | 14 | 3  | +11  |  |
| 3    | Deportes Tomé      | 4    | 6  | 1 | 1 | 4 | 3  | 14 | −11  |  |
| 4    | Deportes San Pedro | 1    | 6  | 0 | 1 | 5 | 0  | 14 | −14  |  |

 Fuente: ANFA

### Grupo F
| Pos. | Equipo                  | Pts. | PJ | G | E | P | GF | GC | Dif. |  |
| ---- | ----------------------- | ---- | -- | - | - | - | -- | -- | ---- |  |
| 1    | Malleco Unido           | 11   | 6  | 3 | 2 | 1 | 9  | 3  | +6   |  |
| 2    | Nacimiento              | 11   | 6  | 3 | 2 | 1 | 7  | 4  | +3   |  |
| 3    | República Independiente | 7    | 6  | 2 | 1 | 3 | 7  | 12 | −5   |  |
| 4    | Deportivo Meza          | 4    | 6  | 1 | 1 | 4 | 5  | 9  | −4   |  |

 Fuente: ANFA

## Fase Final
Los 16 equipos clasificados se emparejan en 8 llaves, desde la fase de 8.vos de Final. Los 2 equipos que lleguen a la final, ascenderán automáticamente a la Tercera División A.
|  | Octavos                 | Octavos | Octavos            |   |                      | Cuartos | Cuartos | Cuartos |  |                    | Semifinal | Semifinal | Semifinal |  |                 | Final | Final |  |
|  |                         |         |                    |   |                      |         |         |         |  |                    |           |           |           |  |                 |       |       |  |
|  |                         |         |                    |   |                      |         |         |         |  |                    |           |           |           |  |                 |       |       |  |
|  | Curacaví FC             | 0       | 1 (6)              |   |                      |         |         |         |  |                    |           |           |           |  |                 |       |       |  |
|  | Curacaví FC             | 0       | 1 (6)              |   |                      |         |         |         |  |                    |           |           |           |  |                 |       |       |  |
|  | Municipal Ovalle (p.)   | 0       | 1 (7)              |   |                      |         |         |         |  |                    |           |           |           |  |                 |       |       |  |
|  | Municipal Ovalle (p.)   | 0       | 1 (7)              |   | Municipal Ovalle     | 0       | 1       |         |  |                    |           |           |           |  |                 |       |       |  |
|  |                         |         |                    |   | Municipal Ovalle     | 0       | 1       |         |  |                    |           |           |           |  |                 |       |       |  |
|  |                         |         | Unión Compañías    | 1 | 1                    |         |         |         |  |                    |           |           |           |  |                 |       |       |  |
|  | Unión Compañías         | 4       | Unión Compañías    | 1 | 1                    | 6       |         |         |  |                    |           |           |           |  |                 |       |       |  |
|  | Unión Compañías         | 4       |                    |   |                      |         |         |         |  |                    |           |           |           |  |                 |       |       |  |
|  | CEFF Copiapó            | 2       | 0                  |   |                      |         |         |         |  |                    |           |           |           |  |                 |       |       |  |
|  | CEFF Copiapó            | 2       | 0                  |   |                      |         |         |         |  | Unión Compañías    | 2         | 1         |           |  |                 |       |       |  |
|  |                         |         |                    |   |                      |         |         |         |  | Unión Compañías    | 2         | 1         |           |  |                 |       |       |  |
|  |                         |         | Aguará             | 1 | 1                    |         |         |         |  |                    |           |           |           |  |                 |       |       |  |
|  | Cultural Maipú          | 1       | Aguará             | 1 | 1                    | 3       |         |         |  |                    |           |           |           |  |                 |       |       |  |
|  | Cultural Maipú          | 1       |                    |   |                      |         |         |         |  |                    |           |           |           |  |                 |       |       |  |
|  | Deportivo La Granja     | 0       | 2                  |   |                      |         |         |         |  |                    |           |           |           |  |                 |       |       |  |
|  | Deportivo La Granja     | 0       | 2                  |   | Cultural Maipú       | 1       | 2 (3)   |         |  |                    |           |           |           |  |                 |       |       |  |
|  |                         |         |                    |   | Cultural Maipú       | 1       | 2 (3)   |         |  |                    |           |           |           |  |                 |       |       |  |
|  |                         |         | Aguará (p.)        | 2 | 1 (4)                |         |         |         |  |                    |           |           |           |  |                 |       |       |  |
|  | Municipal Puente Alto   | 0       | Aguará (p.)        | 2 | 1 (4)                | 3 (2)   |         |         |  |                    |           |           |           |  |                 |       |       |  |
|  | Municipal Puente Alto   | 0       |                    |   |                      |         |         |         |  |                    |           |           |           |  |                 |       |       |  |
|  | Aguará (p.)             | 3       | 0 (4)              |   |                      |         |         |         |  |                    |           |           |           |  |                 |       |       |  |
|  | Aguará (p.)             | 3       | 0 (4)              |   |                      |         |         |         |  |                    |           |           |           |  | Unión Compañías | 0     |       |  |
|  |                         |         |                    |   |                      |         |         |         |  |                    |           |           |           |  | Unión Compañías | 0     |       |  |
|  |                         |         | Colegio Quillón    | 2 |                      |         |         |         |  |                    |           |           |           |  |                 |       |       |  |
|  | Chimbarongo FC          | 3       | Colegio Quillón    | 2 | 0                    |         |         |         |  |                    |           |           |           |  |                 |       |       |  |
|  | Chimbarongo FC          | 3       |                    |   |                      |         |         |         |  |                    |           |           |           |  |                 |       |       |  |
|  | Deportes Rancagua       | 1       | 1                  |   |                      |         |         |         |  |                    |           |           |           |  |                 |       |       |  |
|  | Deportes Rancagua       | 1       | 1                  |   | Chimbarongo FC       | 0       | 2       |         |  |                    |           |           |           |  |                 |       |       |  |
|  |                         |         |                    |   | Chimbarongo FC       | 0       | 2       |         |  |                    |           |           |           |  |                 |       |       |  |
|  |                         |         | Tricolor Municipal | 2 | 1                    |         |         |         |  |                    |           |           |           |  |                 |       |       |  |
|  | Gasparín FC             | 0       | Tricolor Municipal | 2 | 1                    | 0       |         |         |  |                    |           |           |           |  |                 |       |       |  |
|  | Gasparín FC             | 0       |                    |   |                      |         |         |         |  |                    |           |           |           |  |                 |       |       |  |
|  | Tricolor Municipal      | 0       | 1                  |   |                      |         |         |         |  |                    |           |           |           |  |                 |       |       |  |
|  | Tricolor Municipal      | 0       | 1                  |   |                      |         |         |         |  | Tricolor Municipal | 0         | 0         |           |  |                 |       |       |  |
|  |                         |         |                    |   |                      |         |         |         |  | Tricolor Municipal | 0         | 0         |           |  |                 |       |       |  |
|  |                         |         | Colegio Quillón    | 1 | 1                    |         |         |         |  |                    |           |           |           |  |                 |       |       |  |
|  | Colegio Quillón         | 2       | Colegio Quillón    | 1 | 1                    | 2       |         |         |  |                    |           |           |           |  |                 |       |       |  |
|  | Colegio Quillón         | 2       |                    |   |                      |         |         |         |  |                    |           |           |           |  |                 |       |       |  |
|  | República Independiente | 1       | 1                  |   |                      |         |         |         |  |                    |           |           |           |  |                 |       |       |  |
|  | República Independiente | 1       | 1                  |   | Colegio Quillón (p.) | 1       | 2 (4)   |         |  |                    |           |           |           |  |                 |       |       |  |
|  |                         |         |                    |   | Colegio Quillón (p.) | 1       | 2 (4)   |         |  |                    |           |           |           |  |                 |       |       |  |
|  |                         |         | Malleco Unido      | 1 | 2 (3)                |         |         |         |  |                    |           |           |           |  |                 |       |       |  |
|  | Malleco Unido           | 2       | Malleco Unido      | 1 | 2 (3)                | 3       |         |         |  |                    |           |           |           |  |                 |       |       |  |
|  | Malleco Unido           | 2       |                    |   |                      |         |         |         |  |                    |           |           |           |  |                 |       |       |  |
|  | Nacimiento              | 2       | 1                  |   |                      |         |         |         |  |                    |           |           |           |  |                 |       |       |  |
|  | Nacimiento              | 2       | 1                  |   |                      |         |         |         |  |                    |           |           |           |  |                 |       |       |  |
|  |                         |         |                    |   |                      |         |         |         |  |                    |           |           |           |  |                 |       |       |  |

### Campeón
Colegio Quillón

## Fase Permanencia
A esta instancia llegan los últimos equipos de cada grupo, donde mediante un sorteo se enfrentarán entre sí para definir a los 3 equipos que serán relegados a sus respectivas Asociaciones de Origen.
| Equipo 1         | Global         | Equipo 2             | Ida   | Vuelta |
| ---------------- | -------------- | -------------------- | ----- | ------ |
| Atlético Oriente | 2 — 3          | Provincial Talagante | 2 — 2 | 0 — 1  |
| Deportes Pirque  | 2 — 5          | Simón Bolívar        | 1 — 2 | 1 — 3  |
| Deportivo Meza   | 4 — 4 (4—5 p.) | Deportes San Pedro   | 2 — 2 | 2 — 2  |

## Estadísticas

### Goleadores
- Actualización: 14 de noviembre de 2021.[4]

| Jugador           | Equipo            | Goles |
| ----------------- | ----------------- | ----- |
| Bastián Castañeda | Unión Compañías   | 12    |
| Lucas Astorga     | Simón Bolívar     | 10    |
| Manuel Muñoz      | Cultural Maipú    | 7     |
| Javier Durán      | Chimbarongo FC    | 5     |
| José Matus        | Malleco Unido     | 5     |
| Bastián Adams     | Deportes Rancagua | 5     |